# Bagolino
Bagolino (Bagulì en dialecte de Brescia) est une commune italienne d'environ 3 900 habitants, située dans la province de Brescia, dans la région Lombardie, dans le nord de l'Italie. Ses habitants sont appelés les bagolinesi ou bagossi.

## Géographie

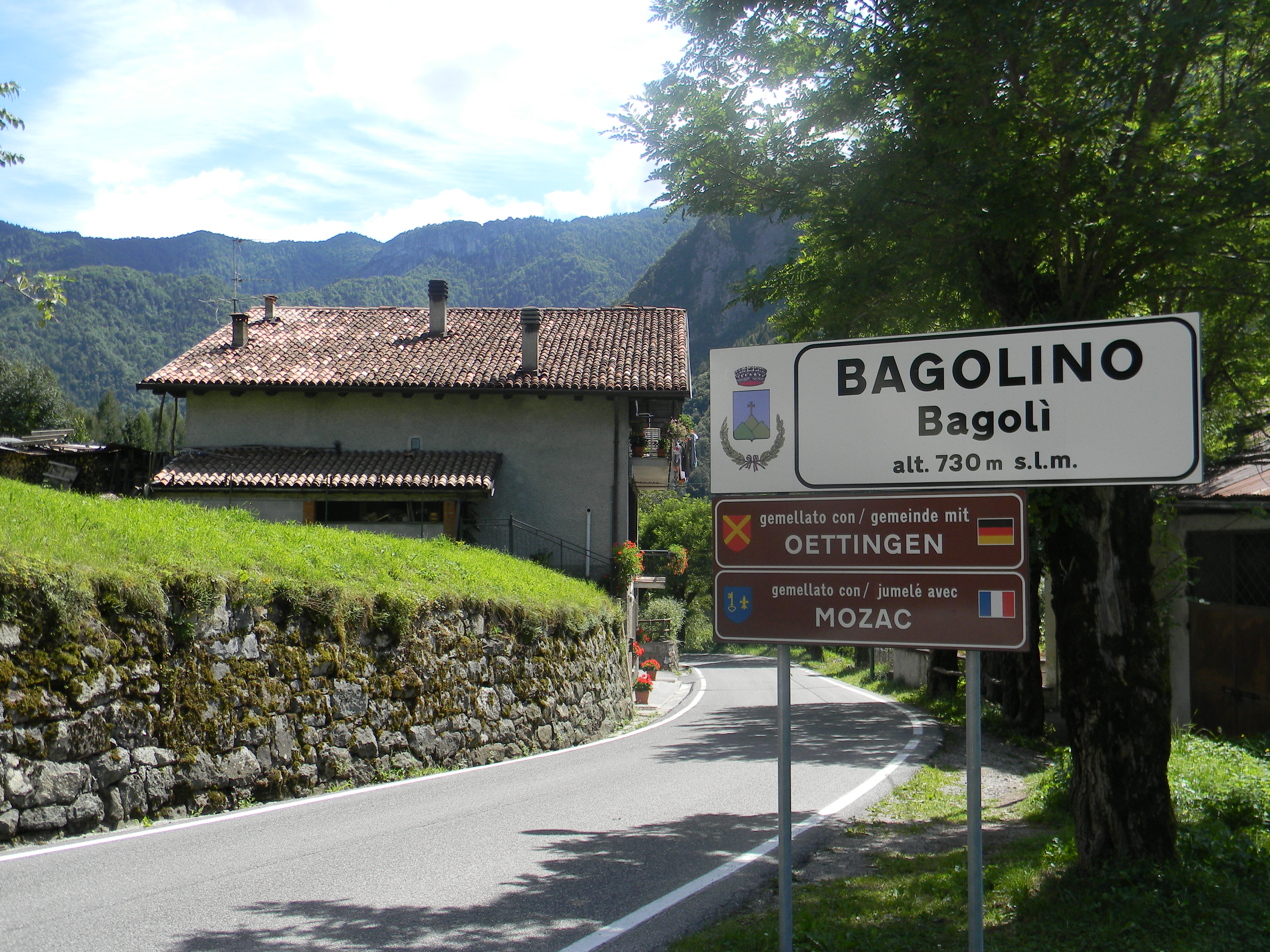
Entrée du village.

Bagolino est situé à la frontière est de la province autonome de Trente, entouré des vallées Vallesabbia, Valletrompia et Vallecamonica. Il est traversé par un affluent du fleuve Chiese qui prend source au col du Termine (2 334 m d'altitude) pour rejoindre le lac d'Idro. Le hameau Ponte Caffaro, situé en bas de la montagne aux abords du lac d'Idro, fait partie de Bagolino. Le plus haut sommet montagneux faisant partie de la commune est le mont Blumone qui culmine à 2 843 m.

## Toponymie
L'hypothèse la plus probable vient de la contraction des mots latins pagus (village) et minus (petit),,.

## Histoire

### Époque gallo-romaine

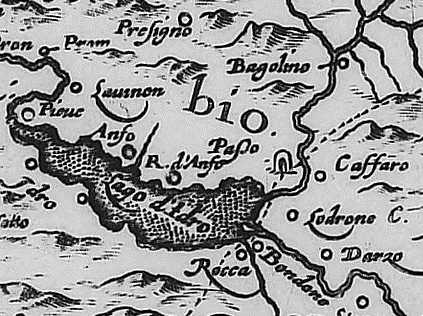
Bagolino sur une carte des années 1500.

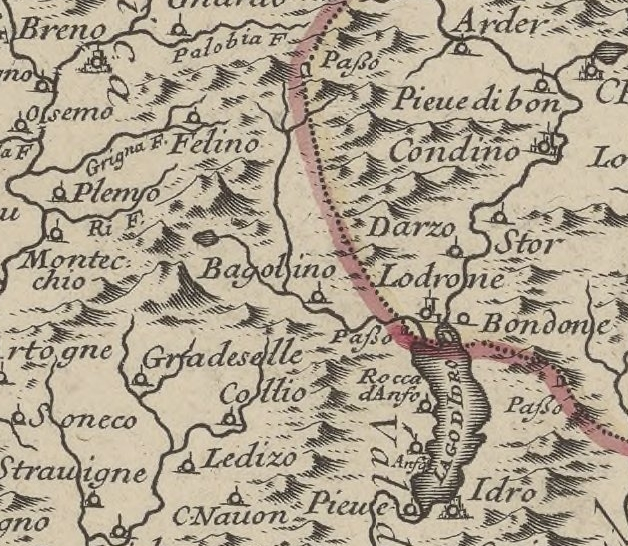
Bagolino en 1702 : en rouge, la frontière entre la principauté épiscopale de Trente et l'évêché de Brescia.

En l'an 6 av. J.-C., l'empereur Auguste fait construire une route rejoignant Breno à Brescia ; dès lors se forme une croisement des routes menant à Brescia, Breno et Trente dans la vallée du Caffaro. Les Romains installent une taverne, une étable et un maréchal-ferrant dans une étape le long de cette nouvelle route : ils la nommèrent « Pagulinus ».

### Moyen Âge

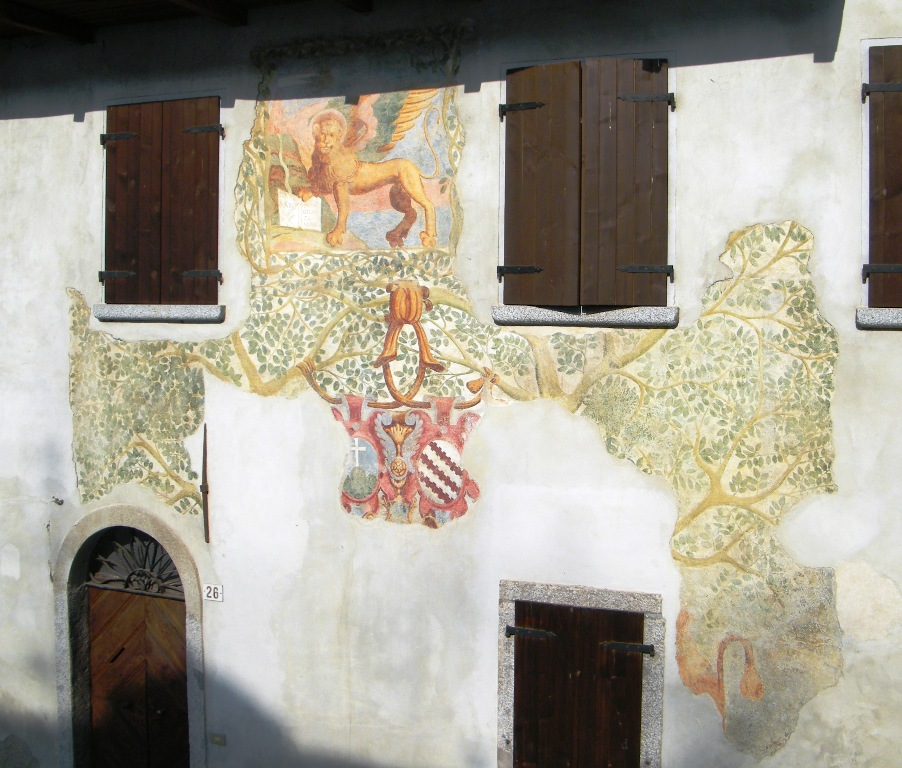
Une fresque représentant le lion d'or de Venise sur un mur d'une maison de Bagolino.

Vers l'an 1000, quelques familles de Storo et Condino, alors en territoire de Trente, s'installent à Bagolino pour fuir les règles trop rigides imposées par les comtes de Lodron. Pour conserver une autonomie, Bagolino s'allie politiquement à la république de Venise tout en restant ecclésiastiquement lié aux princes-évêques de Trente ; elle ne rejoindra le diocèse de Brescia qu'en 1773. Bagolino ainsi autonome dispose de sa propre justice, comportant un tribunal et une prison.
Grâce à la présence de minerai de fer dans le sol de la commune, deux mines exploitent ce minerai : les mines de Collio et San Colombano. Les nombreuses forêts alentour fournissant une production optimale de charbon de bois et l'approvisionnement en eau par le fleuve traversant le village permettent l'installation d'un haut fourneau destiné à la production de fonte. Ceci permet aux habitants de Bagolino de jouir d'un niveau de vie aisé pendant un temps.
Un premier incendie a lieu dans le village en 1555 et détruit 129 maisons.

### L'incendie de 1779
Dans la nuit du 30 au 31 octobre 1779, un deuxième incendie provoqué par un vent de nord violent et la fuite de la fonderie ravage le village. Les tentatives d’extinction des flammes avec l’eau du Caffaro sont vaines. Les flammes se propagent rapidement, attisées par le vent et les braises incandescentes rebondissant de toits en toits. Tout le village est touché, y compris le couvent situé sur les hauteurs.
En sept heures, 644 habitations sont dévastées et 176 personnes périssent par les flammes ; seules trois habitations ne sont touchées (au lieu-dit Salvì). Les dégâts matériels sont aussi importants : l'orgue à 520 tuyaux de Costanzo Antegnati datant de 1590 disparait aussi dans l'incendie.
Les survivants, ruinés, partent pour Lodrone ou le Trentin. Les sœurs partent pour Gavardo.
Grâce à un prêt de 20 000 ducats par la république de Venise, le village est reconstruit jusqu'en 1796 où les travaux sont achevés. Cet incendie met fin à la production métallurgique dans le village, amorçant une période de déclin économique.

### Renaissance
Le village est aussi touché par les maladies à maintes reprises : d'abord la peste en 1347, 1478, 1580 et 1630 ; puis la famine frappe entre 1577 et 1630.

### République cisalpine à nos jours
Après le déclin de la république de Venise lors de la signature du traité de Campo-Formio le 18 octobre 1797 au profit de l'empire d'Autriche qui englobe son territoire, Bagolino alors rattachée au diocèse de Brescia, se voit passer du côté de la nouvelle République cisalpine dirigée par le général Bonaparte. Bagolino ayant lutté contre l'envahisseur français durant la première campagne d'Italie doit se faire pardonner auprès du général Chevallier alors posté à Idro : lui sont remises les clés de la ville ainsi que la somme de 500 florins ; Bagolino est pardonnée. Le village étant à la frontière franco-autrichienne, il sera pendant les quelques années qui suivent partiellement occupé par les troupes des deux camps s'affrontant. 
La République cisalpine est remplacée par le royaume d'Italie le 17 mars 1805 et Bagolino se voit intégrer le district de Vestone, dans un nouveau département, le Mella.
Après l'abdication de Bonaparte le 12 avril 1814, la Lombardie passe du côté de l'Empire austro-hongrois en 1815 jusqu'au 9 août 1866 où est signé l'armistice de Cormons mettant fin au conflit entre le Royaume d'Italie et l'Empire austro-hongrois. Bagolino est impliqué dans la bataille de Monte Suello en 1866, où Giuseppe Garibaldi est blessé ; l'ossuaire de Monte Suello, érigé en 1876 à l'entrée de Bagolino, rappelle cette bataille.
Le 23 mai 1915, l'Italie entre en conflit avec l'Autriche ; les premiers combats ont lieu sur la frontière de Bagolino, au col Termine.

## Héraldique
| Armes de Bagolino | Les armes de Bagolino se blasonnent ainsi : D'azur, à trois monts de sinople, les monts latéraux mouvant de la pointe, celui de dextre masquant partiellement celui de senestre, tous deux masquant partiellement le mont central plus haut, sommé d'une croix latine aux branches pattées d'or. |

Ce blason est officiellement adopté par la commune le 14 août 1987.

## Démographie
Habitants recensés

## Économie

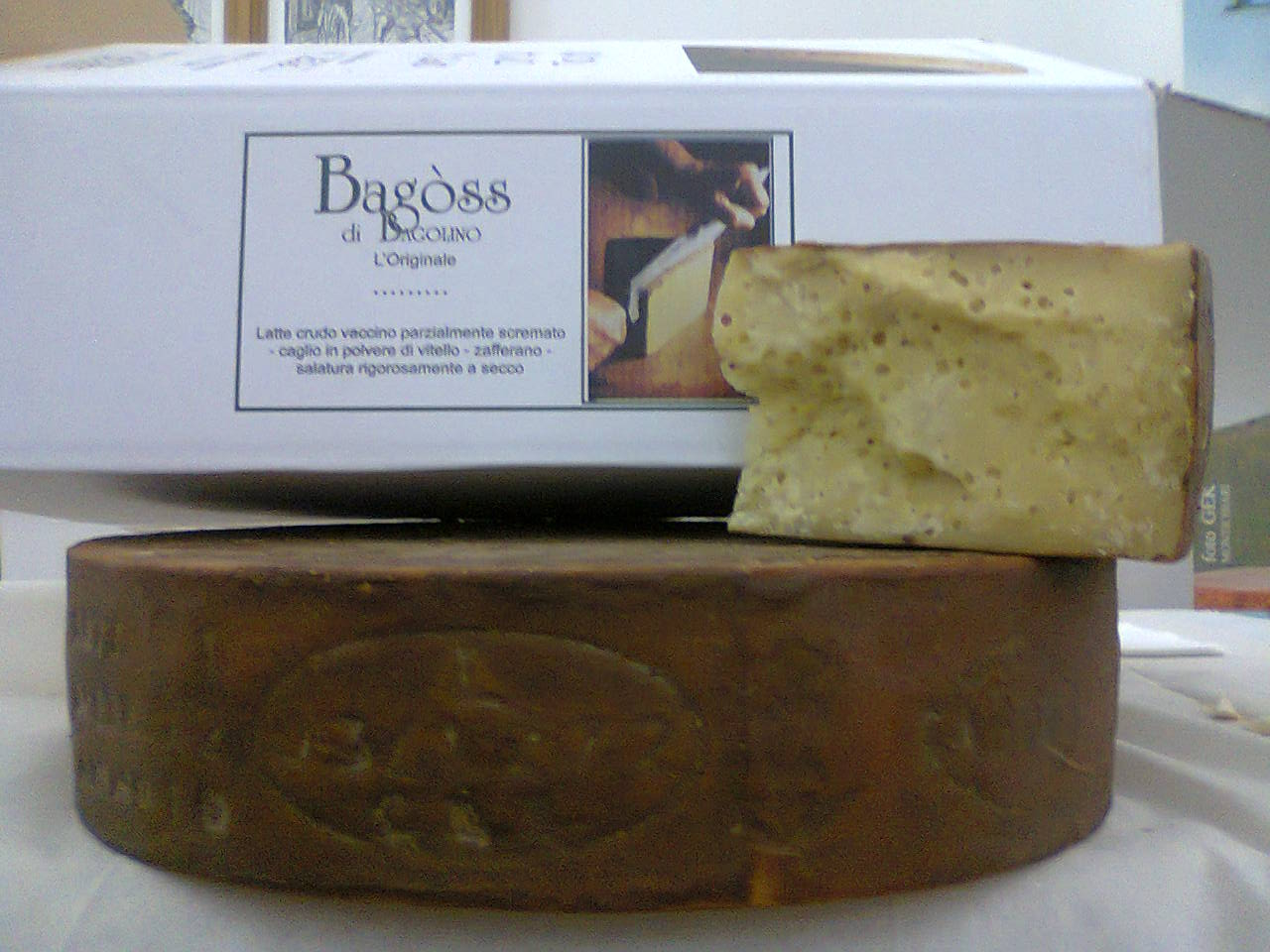
Une portion de fromage Bagòss.

Le village est réputé pour son Bagòss, fromage au lait de vache dont l'appellation est protégée en Italie (PAT).
Une entreprise de production d'eau minérale en bouteille fonctionne depuis 1998 sous le nom Dosso Alto SpA, obtenant le label convient à l'alimentation des nourrissons par le ministère de la Santé en 2006. En 2009, la société est renommée en Maniva SpA, du nom de la montagne dont la source produit cette eau, et distribue ses bouteilles dans toute l'Italie.
La commune est également équipée d'une station de sports d'hiver, Gaver, composée de 15 km de pistes de ski alpin et 5 km pour le ski de fond.

## Carnaval

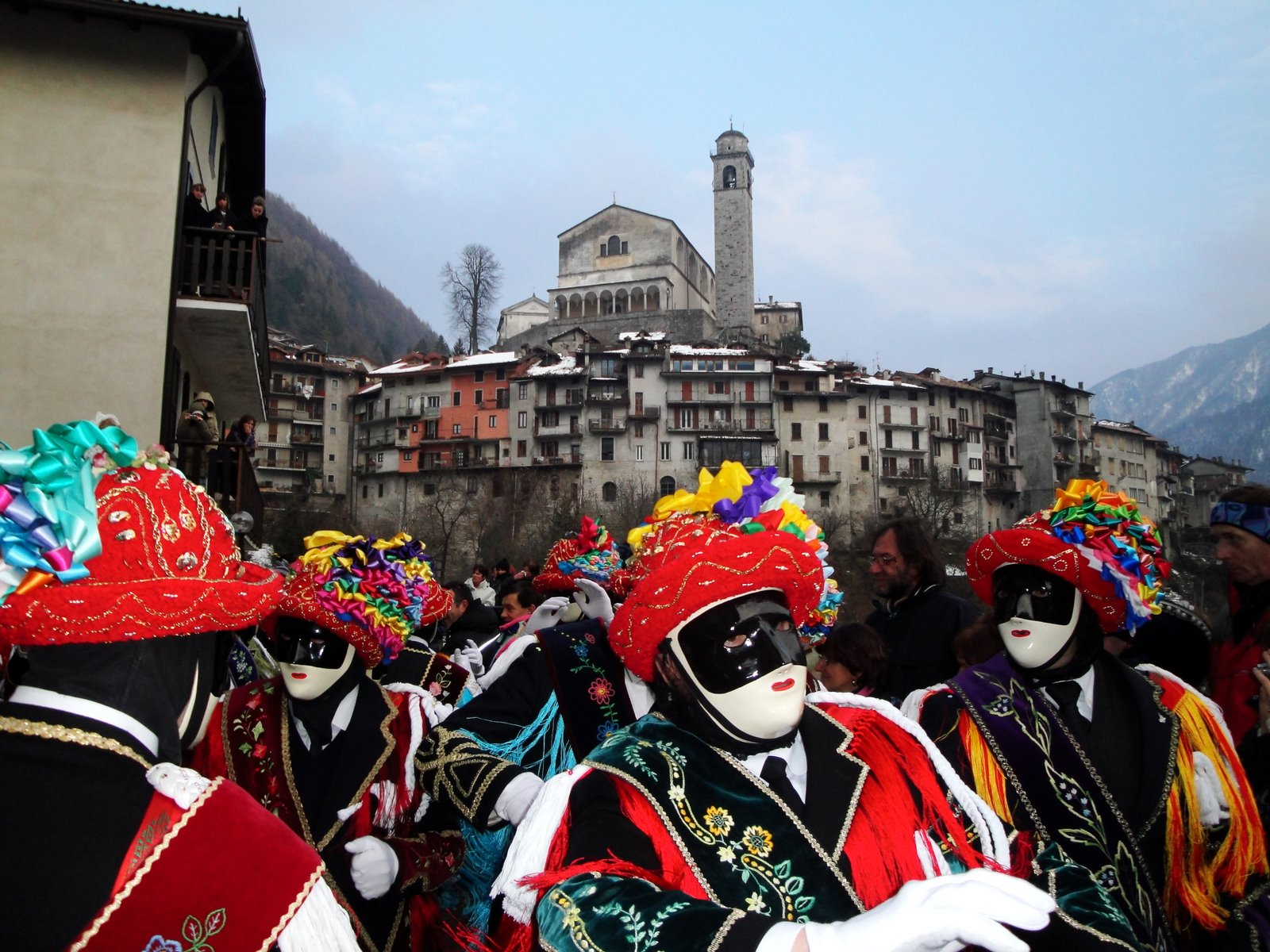
Ballerini au centre du village, avec l'église San Giorgio en arrière-plan.

Le village est réputé pour son carnaval qui a lieu chaque année au mois de février pendant trois jours avant le Mardi gras. Une messe est donnée le lundi matin en l'honneur des ballerini (Balarì en dialecte), danseurs masqués parcourant les rues pendant ces trois jours accompagnés d'un orchestre.
Les rues sont aussi arpentées par les maschere (Maschér en dialecte), personnages grotesques portant des masques d'épouvante et de bruyants sabots de bois pour faire peur à la foule. La caractéristique distinctive du ballerini est l'élégance tandis que celle du maschere est l’obscénité.
Le costume des ballerini est composé de masques blancs inexpressifs, tous identiques, recouverts d'un petit masque noir peint sur les yeux, faisant perdre à son porteur l'intérêt de sa personne pour devenir l'instrument du rite. Les vêtements doivent être de la meilleure qualité possible, parfois ornés d'épaulettes. Le chapeau, élément majeur du costume, est composé d'une couche de laine rouge sur laquelle sont accrochés de nombreux bijoux, médailles et chaines dorées. Une grosse boule colorée de soie orne le côté gauche du chapeau. Le rituel impose au danseur de ne pas montrer son chapeau aux étrangers avant le carnaval. Les ornements dorés composant le chapeau appartiennent aux proches du danseur et doivent lui être prêtés quelques mois avant le carnaval ; le danseur remerciera ces personnes en venant danser sous leurs fenêtres.
L'orchestre, composé de violons, une guitare et une contrebasse, est aux ordres des capi qui choisissent parmi les 25 sonates qui composent le répertoire musical du carnaval.
Les ballerini sont organisés en trois catégories : les balarì dansent, les capi coordonnent les danseurs et les sunadur (mot en dialecte venant de l'italien suonatore, « joueur d'un instrument » ) jouent de la musique. Les maschér sont par opposition totalement désorganisés. Les deux factions, balarì et maschér, partagent une règle d'anonymat stricte : ils ne répondent pas à leur nom lorsque quelqu'un les appelle ainsi.

## Patrimoine
Grâce à l'essor de l'industrie minière qui fit la gloire du village par le passé, plusieurs monuments religieux furent construits dans Bagolino qui compte aujourd'hui sept églises. Le plus important est l'église paroissiale San Giorgio, troisième plus grande église en taille de Brescia. Les autres églises sont San Rocco, San Lorenzo, San Giacomo, San Giuseppe, Santi Gervasio e Protasio et l'église des Adamino.

### Église San Giorgio

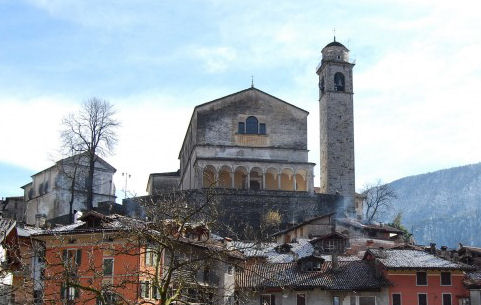
L'église San Giorgio.

Construite entre 1624 et 1627 d'après les plans de l'architecte italien Giovanni Battista Lantana, elle est la plus grosse église du village ; aux pieds de l'église, les deux extrémités d'une demi-cercle permettent de définir les deux quartiers de Bagolino : Ösnà pour le côté droit, Cavril pour la partie gauche. L'église est composée d'une façade à double pente affichant un pronaos à huit colonnes.
L'intérieur de style baroque est composé de fresques murales d'artistes comme Camillo Rama ou Palma le Jeune. La partie supérieure, représentant le combat de Saint-Georges contre le dragon est l’œuvre d'Andrea Celesti. Les parties latérales sont décorées par les œuvres de Pietro Ricchi, Francesco Torbido et Bonifazio Veronese.

### Église San Gervasio e Protasio

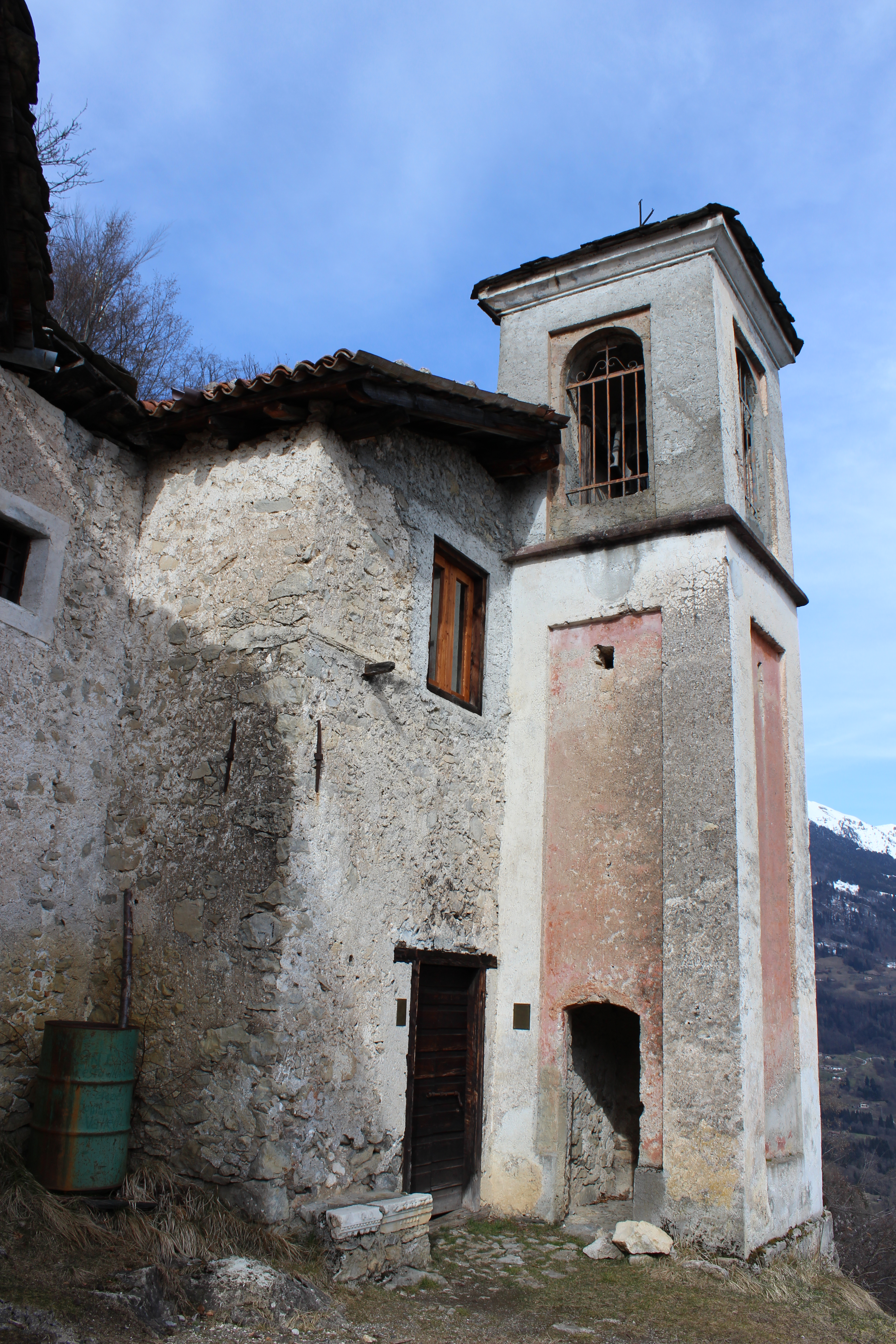
L'église San Gervasio e Protasio.

Cette petite église dédiée aux saint Gervais et saint Protais est fondée en 1598 et domine Bagolino à 956 m d'altitude. Elle est construite autour d'une source d'eau.

### Ancien cimetière

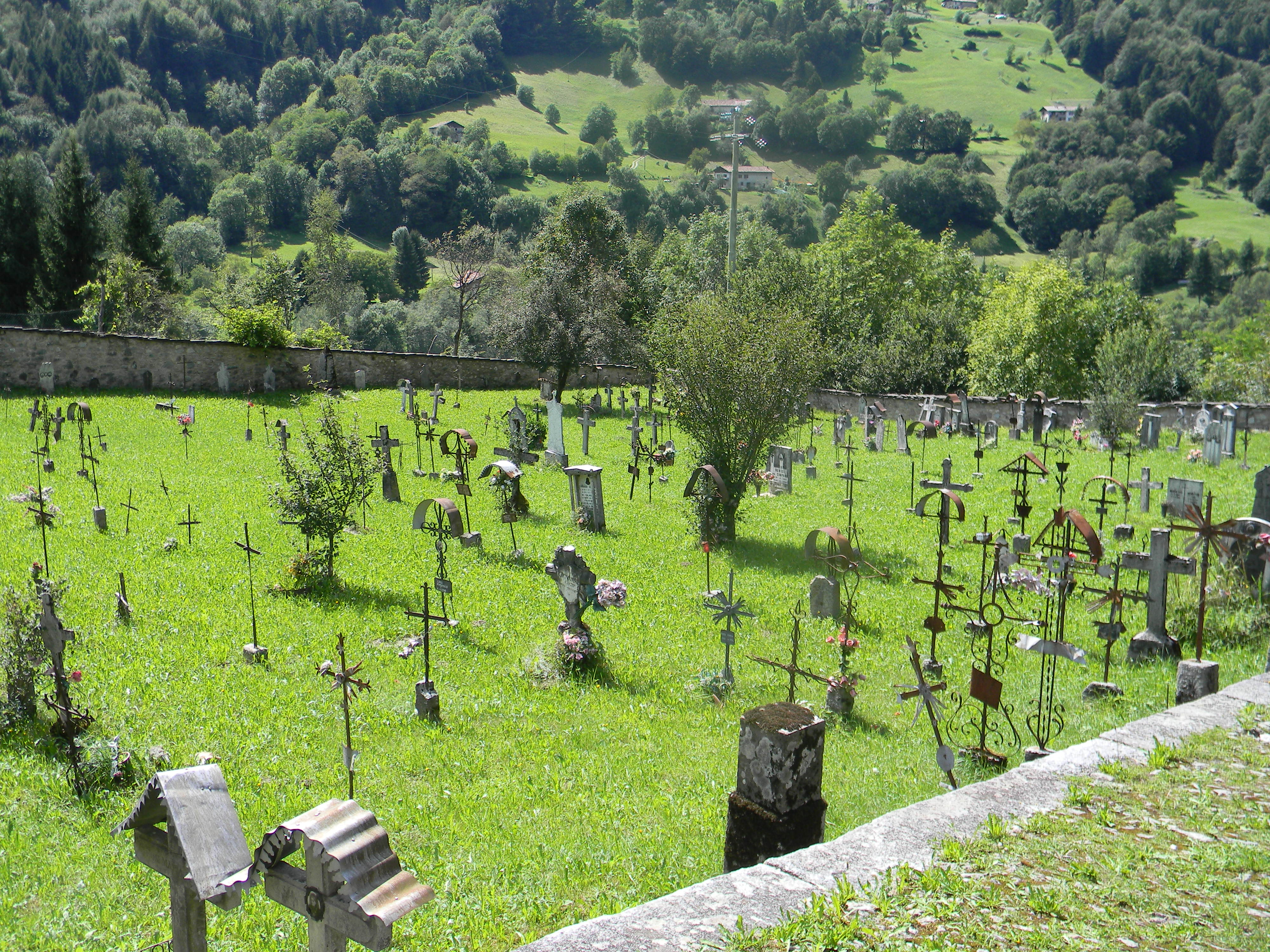
L'ancien cimetière.

Le vieux cimetière à proximité du cimetière actuel a été construit à la suite de l'édit napoléonien de Saint-Cloud de 1804 ordonnant l’inhumation des défunts dans des tombes individuelles.

### Ossuaire de Monte Suello
L'ossuaire de Monte Suello est dédié aux morts de l'armée de Giuseppe Garibaldi face à l'armée autrichienne lors de la bataille de la Troisième guerre d'Indépendance italienne du 3 juillet 1866, dont le but était la défense du territoire du lac d'Idro.

## Administration
| Période                                  | Période  | Identité        | Étiquette    | Qualité |
| ---------------------------------------- | -------- | --------------- | ------------ | ------- |
| Depuis le 8 juin 2009                    | En cours | Gianluca Dagani | Lista civica |         |
| 2004                                     | 2009     | Marco Scalvini  | Lista civica |         |
| Les données manquantes sont à compléter. |          |                 |              |         |

### Communes limitrophes
| Breno    | Storo    | Storo   |
| Collio   | Bagolino | Bondone |
| Lavenone | Anfo     | Anfo    |

## Jumelages
| \| Bagolino Mozac Oettingen \| Localisation de Bagolino, Mozac et Oettingen |
| Bagolino Mozac Oettingen                                                    |

- Mozac (France) depuis 2009
- Oettingen (Allemagne) depuis 2000